# Joseph Chabanceau de La Barre
Joseph Chabanceau de La Barre (francès: Joseph Chabanceau de la Barre)  (París, 21 de maig de 1633 - París, 6 de maig de 1678) fou un compositor francès, sobretot de laire de cour.
Era fill de Pierre Chabanceau de La Barre (1592-1656), organista de la Capella Reial a Notre-Dame, sieur de La Barre, i germà petit de Charles-Henry Chabanceau de La Barre (1625-?), intèrpret de espineta de la reina Maria Teresa, i Anne Chabanceau de La Barre (1628–1688), una coneguda soprano.
Va rebre la pensió com a abat el 1674 només quatre anys abans de la seva mort.

## Obres, edicions i enregistraments
- Airs à deux parties avec les second couplets en diminution, Robert Ballard i son Christophe Ballard, París 1669
- quatre peces del manuscrit de Bauyn (París, Bibliothèque Nationale. Número de catàleg Rés. Vm7 674–675)
- diversos aires publicats en revistes com el Mercant galant i les col·leccions.

Gravació
- Airs à deux parties Stephan Van Dyck, Stephen Stubbs, Ricercar Bèlgica, 1998.